# Qairat Nurpejissow
Qairat Aitmuchambetuly Nurpejissow (kasachisch Қайрат Айтмұхамбетұлы Нұрпейісов, russisch Кайрат Айтмухамбетович Нурпеисов Kairat Aitmuchambetowitsch Nurpeissow; * 21. September 1957 in Galkino, Kasachische SSR) ist ein kasachischer Politiker. Seit August 2019 ist er kasachischer Botschafter in Kirgisistan.

## Leben
Qairat Nurpejissow wurde 1957 im Dorf Galkino in der Oblast Pawlodar geboren. Er studierte am Staatlichen Pädagogischen Institut in Pawlodar, wo er 1979 einen Abschluss in Mathematik erlangte. 1986 schloss er ein weiteres Studium am Staatlichen Institut für Volkswirtschaft mit einem Abschluss in Wirtschaft ab.
Nach dem Abschluss am Pädagogischen Institut arbeitete er zunächst im Eisenbahndepot des Bahnhofes in Pawlodar, bevor er von 1979 bis 1980 Leiter Sekretär des Stadtkomitees des Komsomol in Jermak wurde. Anschließend leistete er den zweijährigen Wehrdienst in der sowjetischen Armee. Danach war er bis 1990 in verschiedenen Positionen, darunter als stellvertretender Leiter in der staatlichen Finanz- und Steuerverwaltung in Pawlodar beschäftigt. In den folgenden acht Jahren war er Stellvertretender Leiter und dann Leiter der Steuerverwaltung sowie Vorsitzender des Steuerausschusses des Gebietes Pawlodar. Im Juli 1998 wurde er stellvertretender Minister für Industrie und Handel. Diesen Posten bekleidete er bis März des folgenden Jahres und wurde anschließend stellvertretender Minister für Staatseinnahmen. Im März 2003 wurde er zum Bürgermeister der Stadt Pawlodar ernannt und am 14. Juni 2003 zum Äkim (Gouverneur) des Gebietes Pawlodar. Diese Position hatte er fast fünf Jahre, wurde dann am 1. Oktober 2008 zum stellvertretenden Finanzminister Kasachstans ernannt und bereits zwei Wochen später zum stellvertretenden Leiter der Präsidialverwaltung. Zwischen August 2009 und Juli 2011 war er Vorsitzender der Agentur für den öffentlichen Dienst und von Februar 2012 bis September 2013 war er als Mitarbeiter des kasachischen Senates tätig.  Seit dem 4. September 2013 war er Leiter der Vertretung des Präsidenten im kasachischen Parlament. Von diesem Posten wurde er im Juli 2019 entlassen.
Seit dem 26. August 2019 ist Nurpejissow kasachischer Botschafter in Kirgisistan.